# Luis Sánchez Agesta
Luis Sánchez Agesta (Granada, 24 de junio de 1914 - Madrid, 2 de abril de 1997) fue un político, jurista e historiador español

## Biografía
Licenciado en Derecho en la Universidad de Granada, de la cual fue profesor con tan solo veinte años. Doctorado en la Universidad Complutense de Madrid, al acabar la Guerra Civil obtuvo Cátedra de Derecho político en la Universidad de Oviedo, para conseguir posteriormente la misma en la universidad de su ciudad natal, en la que llegó a Rector en 1951.
En 1961 se trasladó a Madrid, también como catedrático en la misma materia, y en 1968 es nombrado Presidente de la comisión promotora de la Universidad Autónoma de Madrid, en la que fue designado Rector en 1972. La actividad docente también la realiza en el extranjero, siendo nombrado profesor visitante de la Universidad de Nueva York y de la de Buenos Aires.
Su actividad política se centró en Madrid, donde fue concejal de su Ayuntamiento. Fue miembro del Consejo Privado del Conde de Barcelona Juan de Borbón. Posteriormente fue procurador en Cortes y presidente del Consejo Nacional de Educación (1974). Accede al Consejo de Estado en 1977 y, tras la aprobación de la Ley para la Reforma Política, el Rey de España le nombra Senador Real en la Cámara Alta en las Cortes Constituyentes del periodo 1977-1979. Al mismo tiempo obtiene la Cátedra de Derecho constitucional.
En 1988 fue galardonado, junto con Luis Díez del Corral, con el Premio Príncipe de Asturias de Ciencias Sociales «por su dedicación a la investigación y la enseñanza universitaria de Derecho Político y Constitucional, y por su amplia obra científica que se refleja en numerosas publicaciones, entre las que destacan sus aportaciones al estudio analítico de la Constitución española de 1978».
Fue miembro de la Real Academia de Jurisprudencia y Legislación y de la Real Academia de Ciencias Morales y Políticas.

## Obrás más destacables
- El pensamiento político del despotismo ilustrado, 1953
- Historia del constitucionalismo español, 1955
- El concepto de Estado en el pensamiento español del s. XVI, 1959
- Sistema político de la Constitución española de 1978, 1980
- La Constitución de 1876 y el Estado de la Restauración, 1985
- España al encuentro de Europa, Biblioteca de Autores Cristianos, Madrid 1971